# Déodorant
Ne doit pas être confondu avec désodorisant.
« Déo » redirige ici. Pour l’article homophone, voir DO.
Un déodorant ou désodorant est un produit cosmétique destiné à masquer les mauvaises odeurs corporelles. L’antitranspirant masque aussi ces mauvaises odeurs et freine le flux de transpiration.
Le désodorisant masque, lui, les mauvaises odeurs dans un local.

## Technique

### La transpiration
La transpiration est un phénomène naturel et nécessaire qui contribue à réguler la température du corps. La sueur contient essentiellement de l'eau, elle contient également des minéraux et du lactate.
Les cellules mortes, bactéries et microbes divers sont responsables des mauvaises odeurs. 
Les actions a posteriori consistent à se laver soigneusement aux endroits critiques (aisselles, pubis, plantes des pieds…) pour éliminer simplement les matières qui risquent de macérer, à privilégier les vêtements en fibres naturelles (plus aérées, elles permettent de mieux évacuer la chaleur favorable à la prolifération bactérienne).
Le déodorant a une action préventive.

### Déodorants
Les déodorants agissent sur les bactéries qui, en se nourrissant de la sueur apocrine (la sueur eccrine n'a pas d'odeur), dégagent l'odeur qu'on attribue à la transpiration.
Les déodorants agissent de diverses manières :
- en s'attaquant aux mauvaises odeurs. Par exemple, des ingrédients parfumés qui camouflent l'odeur de transpiration.
- en absorbant la sueur : exemple avec le talc, poudre de plantes, les molécules "odorantes" se diffusent moins vite.
- des déodorants peuvent contenir des bactéricides, comme les déodorants à base d'alcool.

### Antitranspirants
Les antitranspirants régulent fortement, voire arrêtent, la quantité de sueur émise sur la surface traitée. La diminution de la transpiration est souvent due à un actif anti-transpirant (les publicitaires utilisant aussi les termes d'antiperspirant ou antisudoral) de type sels d'aluminium (sous différentes présentations : gel, crème, spray...) qui agissent en tant que chélateur qui complexe protéines et eau et non en resserrant les pores de la peau selon l'explication traditionnelle. 
Ces sels d'aluminium (chlorures, sulfates, phénolsulfates) utilisés comme freinateurs de la transpiration sont suspectés avoir des effets toxiques et cancérigènes (sels d'aluminium incriminés notamment dans le cancer du sein) comme l'explique le documentaire Aluminium, notre poison quotidien réalisé en 2011 par Valérie Rouvière.
La pierre d'alun naturelle (son étiquette contient la mention Potassium Alum) est issue d'un minerai constitué de sulfate double d'aluminium et de potassium. La pierre d'alun reconstituée, dite de synthèse, est constituée de sulfate d'aluminium et d'ammonium (mention Aluminium Alum). La présence de sels d'aluminium rendent ces pierres d'alun également sujettes à caution.

### Destructeurs d'odeur
L'odeur n'est pas réellement détruite, mais les molécules malodorantes sont encapsulées dans des molécules cages. L'innocuité de ces produits est débattue.

## Typologie
Les déodorants peuvent être des produits de synthèse ou des produits naturels.
Ils se présentent sous différentes formes : aérosol, bâton, roll-on (à bille), gel, crème, etc.
Ils peuvent être parfumés ou non.

### Déodorants naturels
Exemples de déodorants naturels :

#### Bicarbonate de sodium
On peut utiliser du bicarbonate de sodium, NaHCO3, appelé aussi bicarbonate de soude et parfois petite vache au Québec, que l'on applique sous les bras en le saupoudrant sur la main mouillée, ou en le pulvérisant en dilution dans de l'eau. Le bicarbonate n'est pas toxique, ne provoque pas d'allergie et neutralise très efficacement les odeurs corporelles[réf. nécessaire]. Il peut aussi être utilisé comme déodorant pour les autres parties du corps (en bains de pieds par exemple). Cependant, le bicarbonate de soude a un pH élevé, autour de 8,4. Comme tous les détergents, il possède un pH alcalin beaucoup plus élevé que celui de la peau (qui est compris entre 4,5 et 6). Utilisé comme cosmétique (seul ou formulé dans un déodorant), directement sur la peau, il peut altérer la barrière naturelle de protection de notre derme, la microflore cutanée et provoquer des irritations.

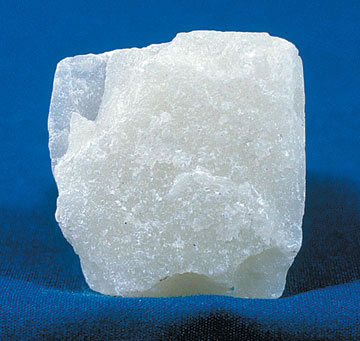
Bloc de talc brut.

#### Le talc
Absorbant naturel, le talc est du silicate de magnésium. Bon marché, efficace, et sans risque allergique, il possède néanmoins un effet cancérogène démontré sur les femmes (cancer des ovaires) (Il faudrait donc éviter d'en appliquer dans la région de l'aine) et peut receler une part de fibres d'amiante naturelle.
En France, le talc est extrait pour une part importante des mines de Luzenac.

#### Plantes
Quelques plantes que l'on retrouve dans les recettes de déodorants, sous forme séchée ou sous forme d'huile essentielle :
- La sauge régule la transpiration
- La lavande sous forme d'huile essentielle est antibactérienne ; elle a aussi un parfum agréable.
- L'hamamélis sous forme d'hydrolat régule la transpiration de par son action astringente.

##### Poudre de plantes
Certaines poudres de plantes, saupoudrées comme le talc, sont utilisées comme déodorant naturel :
- poudre de prêle,
- poudre de sauge,
- poudre d'agaric.

##### Huile essentielle de lavande
Une goutte d'huile essentielle de lavande peut aussi être utilisée comme déodorant naturel. Cependant, il ne faut en général jamais appliquer une huile essentielle à même la peau. En effet, une huile essentielle contient de très nombreuses substances aux propriétés spécifiques et variables selon le type utilisé et il faut donc d'abord les diluer dans une huile végétale avant de les utiliser (exclusivement en application externe) [réf. nécessaire].

#### Probiotiques
Les probiotiques sont des micro-organismes vivants (bactéries ou levures) qui, ajoutés dans une formule base liquide ou solide de déodorant sous forme d'extrait, ont une action antibactérienne.
Ils peuvent agir en inhibant le développement des bactéries responsables des odeurs de transpiration :
- lactobacille (Lactobacillus ferment) ;
- Saccharomyces (Saccharomyces ferment).

### Déodorants et anti-transpirants naturels

#### Pierre de cristal ou d'alun
La pierre de cristal, aussi appelée pierre d'alun, est un minéral (sulfate double d’aluminium et de potassium) qui laisse, après avoir été humidifié légèrement, une fine couche saline sur le derme et qui combat les bactéries qui causent les odeurs. Cela n'empêche aucunement le processus de transpiration et ne bloque pas les pores. La pierre d'alun n'ayant pas d'odeur, certains humidifient la pierre avec une huile essentielle ou une eau florale.
La pierre d'alun constitue donc un déodorant naturel qui peut durer des années si elle n'est pas cassée accidentellement. La pierre d'alun peut se trouver sous deux formes : en bâton, ou en pierre brute (non retaillée), commercialisés en France dans les magasins de produits naturels et dans les pharmacies.
La pierre d'alun est également hémostatique, et donc efficace pour stopper les petits saignements des coupures, éraflures liées au rasage ou encore, pour guérir un aphte[réf. nécessaire]. Elle est aussi efficace contre les irritations et les boutons après le rasage[réf. nécessaire].

Dans le commerce en France (2015), il s'est établi un mythe selon lequel la pierre d'alun de potassium serait toujours naturelle. La réalité est bien différente.  En fait, la pierre d'alun est fabriquée à partir d'hydroxyde d'aluminium, que ce soit la bauxite ou l'alunite qui est un hydroxysulfate d'aluminium et de potassium. La fameuse pierre d'alun dite « naturelle » est donc en vérité toujours synthétisée. Il existe trop peu d'authentique minéral d'alun pour satisfaire la demande.

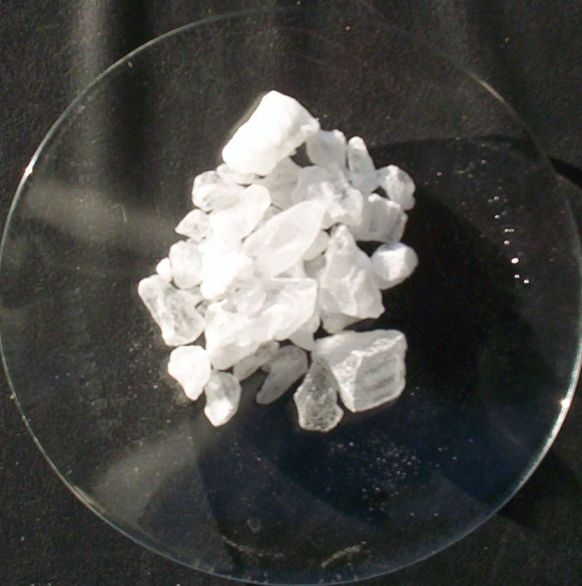
Cristaux d'alun

La pierre d'alun, de la même manière que les antitranspirants industriels, contient des sels d'aluminium : aussi les soupçons portés sur l'innocuité de ces antitranspirants s'appliquent donc également à la pierre d'alun, bien qu'elle ne contienne pas de chlorhydrate d'aluminium.

## Controverses sur leur innocuité
L'innocuité des déodorants (plus précisément des anti-transpirants) est un sujet controversé, certains ingrédients sont fortement soupçonnés d'avoir des conséquences néfastes sur la santé, notamment de favoriser le cancer du sein et la myofasciite à macrophages.
- L'Assemblée nationale française a voté le 3 mai 2005 l'interdiction des parabènes, soupçonnés d'être cancérigènes[10].  Toutefois le texte doit encore être voté par le Sénat avant que la loi n'entre en application.
- L'aluminium contenu dans les anti-transpirants sous forme de sel industriel est soupçonné par certains chercheurs car il passe à travers la peau[11],[12].  Selon l'Agence française de sécurité sanitaire des produits de santé, « l’exposition à des produits antitranspirants avec des concentrations de 20 % de chlorhydrate d’aluminium ne permet pas d’assurer la sécurité sanitaire des consommateurs dans les conditions normales d’utilisation » (octobre 2011)[13]. Les fabricants affirment de leur côté que leurs produits ne présentent aucun risque pour la santé[14] ; différents sites web sont créés en ce sens[15],[16].

En 2003, les déodorants et anti-transpirants sont mis en cause dans certains cancers. Néanmoins l'Institut de veille sanitaire n'est alors pas en mesure de confirmer ou d'infirmer les conséquences de l’aluminium sur la santé. 
Le 16 décembre 2004, les experts de la commission de cosmétologie de l'Agence française de sécurité sanitaire des produits de santé se sont prononcés « en faveur de l'innocuité des produits cosmétiques contenant de l'aluminium ». Ils estiment toutefois « indispensable la réalisation d'une étude de pénétration cutanée de l'aluminium selon les lignes directrices actuelles ».
En 2005, le docteur Philippa Darbre au Royaume-Uni pointe à nouveau du doigt l’aluminium contenu dans nos anti-transpirants qu’elle soupçonne de favoriser les cancers du sein. Elle démontre que le chlorhydrate d’aluminium contenu dans les déodorants pourrait interférer avec les récepteurs aux œstrogènes de certaines cellules cancéreuses : « Puisque les estrogènes sont connus pour être impliqués dans le développement et la progression du cancer du sein, tout composant de l’environnement ayant une activité œstrogénique et pouvant s’infiltrer dans le sein pourrait, théoriquement, augmenter le risque de cancer du sein chez la femme. »
En 2007, le docteur David Servan-Schreiber conseille d'éviter les « déodorants avec antitranspirants contenant de l'aluminium (surtout chez les personnes qui se rasent les aisselles et facilitent ainsi la pénétration de l'aluminium dans l'organisme) », à travers des micro-fissures. En effet, selon certaines organisations, comme l’Association santé environnement France (ASEF), les anti-transpirants peuvent s’avérer nocifs pour la santé car ils empêcheraient la régulation de la température corporelle en bloquant le phénomène naturel de la transpiration. 
En 2008, un groupe d'experts fait l'analyse des données scientifiques disponibles sur le sujet. Ils concluent qu'il n'existe aucune preuve scientifique qui viendrait cautionner l'hypothèse d'un lien entre cancer du sein et utilisation des dérivés d'aluminium et qu'il n'y a aucune raison de poursuivre sur cette voie de recherche.
Dans son rapport d’expertise au sujet des risques liés à l'aluminium paru fin octobre 2011, l'Agence française de sécurité sanitaire des produits de santé estime que l'utilisation des produits antitranspirants contenant du chlorhydrate d’aluminium est trop risquée pour les consommateurs dans les conditions normales d’utilisation ; à ce titre elle envisage de saisir la Commission Européenne afin de revoir des conditions d'utilisation de ces produits.
Une étude parue en janvier 2012 dans la revue scientifique Journal of Applied Toxicology publiant des articles de recherches originales concernant la toxicologie montre in vitro les effets néfastes des sels d’aluminium (chlorhydrate d’aluminium et chlorure d'aluminium) sur les cellules épithéliales mammaires humaines, avec des doses 1 500  à   100 000 fois inférieures à celles que l’on retrouve dans les déodorants contenant des sels d'aluminium du commerce.
Les sels d'aluminium contenus dans les déodorants et anti-transpirants passent dans le sang et ce d'autant plus facilement quand la peau est lésée, épilée ou rasée,.
En France, plusieurs documentaires télévisuels ont été diffusés, dont Aluminium, notre poison quotidien.
L'utilisation répétée de déodorants à base de bactéricides est également controversée car elle peut irriter la peau, perturber le microbiote cutané et conduire à l'apparition de bactéries résistantes. Ces risques ont conduit des chercheurs de l'équipe Génie enzymatique et cellulaire de l'université de technologie de Compiègne à développer des « anticorps en plastique » de type polymère à empreinte moléculaire qui piègent les précurseurs inodores avant qu'ils ne soient transformés par la flore microbienne en composé volatils malodorants.